# São Caetano do Sul

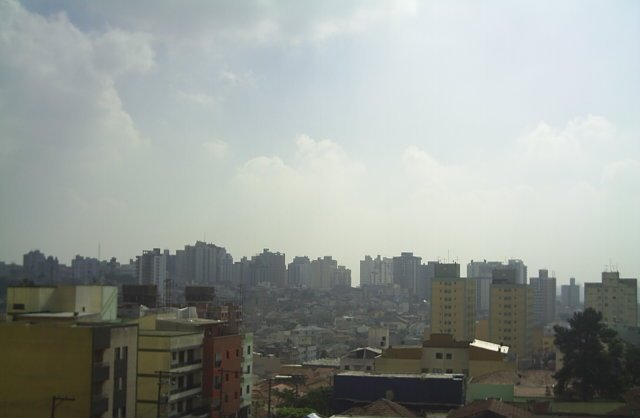
São Caetano.

São Caetano do Sul (en español: San Cayetano del Sur) es un municipio del estado de São Paulo, ubicado en la mesorregión Metropolitana de São Paulo y en la microrregión de São Paulo. Está ubicado en la Zona Sudeste del Gran São Paulo, de acuerdo con la ley estatal nº 1.139, de 16 de junio de 2011 y, en consecuencia, con el Plan de Desarrollo Urbano Integrado de la Región Metropolitana de São Paulo (PDUI). Es la ciudad con el mejor IDH de Brasil (PNUD/2010) y también con el 48º mayor PIB brasileño. La población estimada en 2005 era de 196.335 habitantes y el área total de la ciudad es de 15,3 km², con una densidad demográfica de 8.777,45 habitantes por kilómetro cuadrado. La altitud del municipio es de 744 metros sobre el nivel del mar. És la ciudad con mayor IDH en el Brasil.

## Historia

### Época colonial
La región en que está actualmente el municipio está ocupada desde el siglo XVI, cuando era conocida como Tijucuçu. Fue área de haciendas de moradores del antiguo poblado, luego villa (1553), de Santo André da Borda do Campo, extinta por orden del gobernador general. Su población y su título de villa fueron transferidos para el poblado jesuítico de São Paulo de Piratininga en 1560.
A comienzos del siglo XVIII, estancieros y pobladores de la hoy región de ABC comenzaron a emigrar para el valle del Paraíba, donde surgirían las villas de Taubaté y de Santana das Cruzes de Mogi (Mogi das Cruzes). Dos de los estancieros y criadores de ganado donarían sus tierras para el monasterio de São Bento de la villa de São Paulo, en uno se ubicó lo que sería São Bernardo y en el otro, lo que sería São Caetano. En esta última región, el donador fue el capitán Duarte Machado, en 1631, que participó de la expedición de Nicolau Barreto a los sertones de los indios Temiminó, en 1602, para la captura y esclavización de indígenas. Fue también miembro de la cámara de la Villa de Piratininga, donde ejerció la función de almirante.
En 1717, los monjes del monasterio de São Bento construirían en el lugar donde hoy está la Matriz Vieja de São Caetano una capilla dedicada a San Caetano de Thiène, el santo patrono del pan y del trabajo. Pasó a llamarse Fazenda de São Caetano do Tijucuçu, (Hacienda de San Caetano del Tijucuçu) posteriormente Fazenda de São Caetano.(Hacienda de San Caetano) Algunos años después, en 1730, los monjes fundaron una fábrica de telas, bloques, tejas, lozas, y artículos de cerámica para el ornamento de casas e iglesias de la ciudad de São Paulo. Ese material era diariamente transportado, por el río Tamuandateí, de un puerto que se encontraba en la hacienda para el Puerto General de São Bento. Hasta el siglo XVIII, el trabajo de la hacienda era realizado por esclavos indígenas y a partir de esa época también por esclavos negros de origen africano. La fábrica funcionó hasta la década de 1870.
Alrededor de la hacienda se desarrolló el barrio de São Caetano, en el mismo territorio de la ciudad de São Paulo. Fue censado por primera vez en 1765, cuando Morgado de Mateus determinó que se realizara un censo de la población de la capitanía de São Paulo. Sus habitantes eran troperos y agricultores y recibían sus sacramentos en la capilla de São Caetano.

### SigloXIX
En 1871, la Orden de São Bento decidió liberar a todos sus esclavos, en todo el Brasil, siendo éstos más de 4000. Privada de mano de obra, la Fazenda de São Caetano fue expropiada por el Gobierno Imperial para instalar en ella el Núcleo Colonial de São Caetano el 28 de julio de 1877. Las tierras de la hacienda fueron divididas y distribuidas a inmigrantes italianos entre 1877 y 1892, cuando entró al núcleo la última familia de colonos. El primer grupo de familias asentado en el Núcleo embarcó en el puerto de Génova y llegó al Brasil en el navío Europa.
En 1883, la São Paulo Railway inauguró la estación São Caetano y en 1889 el gobierno de la provincia refaccionó el antiquísimo Caminho do Mar (Camino del Mar) que desde el siglo XVI atravesaba la región, de modo de tornarlo tributario de la ferrovía.
Originalmente, los colonos del Núcleo Colonial se dedicaron a la producción de la denominada batata inglesa. Pero enseguida varios de ellos comenzaron a plantar vides y a producir vino de mesa, el Vinho São Caetano (Vino San Caetano). Las vides de São Caetano fueron contaminadas por la filoxera, y en dos años la producción de uva y, por consiguiente, de vino, cayó verticalmente. Esa plaga destruyó parras de todo el mundo. Emílio Rossi, un comerciante del vino surcaetanense, en 1887 y 1888 intercambió ideas con el médico y científico Luís Pereira Barreto, y resolvieron traer plantines con cepas de la llamada uva americana, resistente a la plaga. Sin embargo era tarde. Muchos colonos empobrecidos comenzaron a vender sus lotes de tierra y para la época de la proclamación de la República (1889) las primeras industrias comenzaron a instalarse en la región, en tierras compradas a los colonos. El núcleo agrícola se transformaba en un barrio industrial.
En ese período, los colonos que habían recibido tierras en las márgenes del río Tamuandateí y del río dos Meninos, afluentes del antiguo pantano del Tijucuçu comenzarían a producir bloques. Uno de esos colonos, Giuseppe Ferrari, fue uno de los productores de bloques para la construcción del Museo de Ipiranga, a partir de 1895, del que se encargara el italiano Luigi Pucci.
Poco antes de la proclamación de la República fue creado el municipio de São Bernardo, desmembrado de São Paulo, y la mayor parte del antiguo barrio de São Caetano y del Núcleo Colonial fue anexada a él. Cerca de un quinto de la antigua localidad de São Caetano permaneció en el municipio de São Paulo y constituía un área de los hoy barrios de Vila Carioca, Sacomã y Heliópolis. En ese año, un censo del Núcleo Colonial arrojó un resultado de 322 habitantes, cuyas familias estaban distribuidas en 92 lotes de tierra.

### SigloXX
En 1905, São Caetano fue elevado a Distrito Fiscal. La instalación de las primeras industrias coincidió con la elevación de São Caetano a Distrito de Paz, en 1916. En 1924 el arzobispo de São Paulo, Dom Duarte Leopoldo e Silva, daba al núcleo su primera parroquia y su primer vicario, el padre José Tondin. La villa se transformaba en ciudad. 
El 24 de septiembre de 1928, si inició la construcción de la fábrica de General Motors de Brasil, que fue inaugurada en octubre del mismo año. Hasta el día de hoy, es considerada la fábrica más importante de la Compañía en el país.
La primera manifestación en reclamo de autonomía para el Distrito de São Caetano acontecieron en 1928, liderados por el ingeniero Armando de Arruda Pereira, director de la fábrica de cerámica Cerâmica São Caetano, residente de la localidad. Para divulgar la idea emancipacionista, fue fundado el São Caetano Jornal (Diario de São Caetano) que convocaba a la población para votar sus candidatos a juez de paz en las elecciones municipales de 1928. Mientras, los resultados no fueron los esperados. En la década de 1940, los sueños de emancipación volvieron a envolver a los sursancaetanenses, con un segundo movimiento emancipacionista.
En 1947, el movimiento liderado por el Jornal de São Caetano, fue realizada una lista con 5197 asignaturas y enviada a la Asamblea Legislativa del estado, solicitando un plebiscito. La consulta popular fue realizada el 24 de octubre de 1948, el gobernador del estado de São Paulo, Ademar de Bairros, ratificó la decisión y creó el municipio de São Caetano do Sul, a través de la ley estadual número 233, de diciembre de 1948, agregándole el apéndice de Sul para diferenciarlo del municipio pernambucano homónimo. El 30 de diciembre de 1953 fue creada la comarca de São Caetano do Sul, instalada el día 3 de abril de 1955.

## Geografía

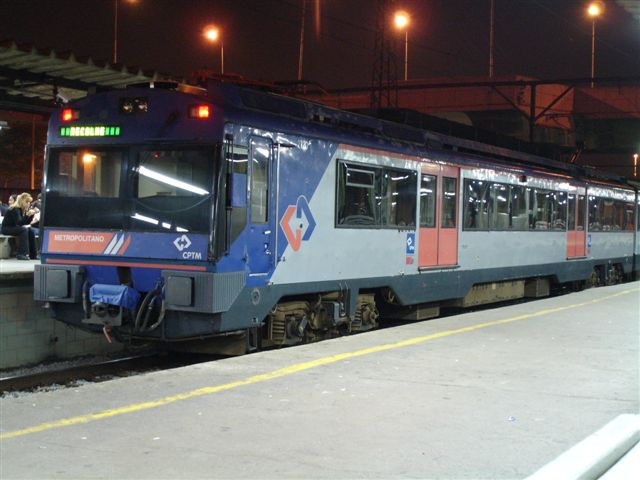
Ferrocarril en la estación de São Caetano do Sul.

El municipio está recorrido por los ferrocarriles de la línea D de la Companhia Paulista de Trens Metropolitanos.
São Caetano do Sul posee los mejores indicadores sociales de todo el país, una ciudad considerada ejemplar en varios aspectos del denominado IDH (Índice de Desarrollo Humano) de la ONU. No existen favelas (a pesar de haber algunas en sus cercanías, como Heliópolis) y el analfabetismo es casi nulo.

### Hidrografía
El municipio cuenta con el río Tamuandateí (en límites con São Paulo), el arroyo Dos Meninos (limita con São Paulo y São Bernardo do Campo), el de Utinga (divisoria con Santo André), el Das Grotas (límites con Santo André) y el arroyo do Moinho.

## Demografía y etnografía
Las principales nacionalidades de las personas radicadas en São Caetano do Sul son la alemana, italiana, española y portuguesa. A partir del fin de 1940, se estableció una fuerte corriente inmigratoria de brasileños provenientes del nordeste.

## Datos del censo de 2005

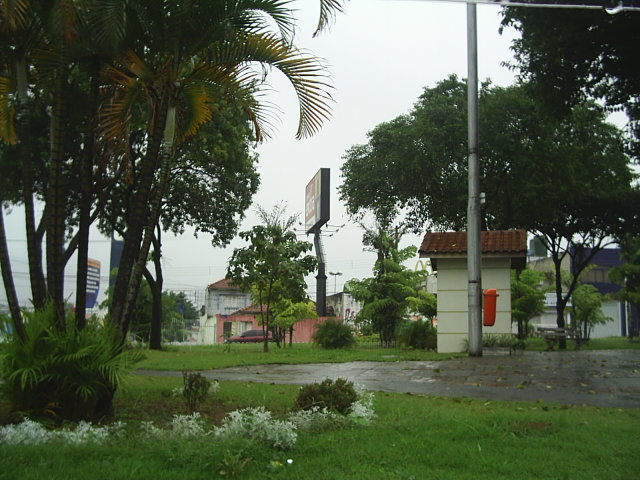
Plaza pública, próxima al Río Tamanduateí.

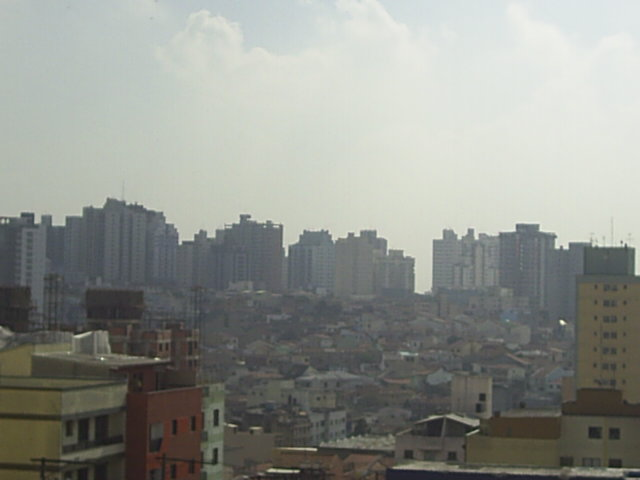
Vista diurna del barrio Santa María.

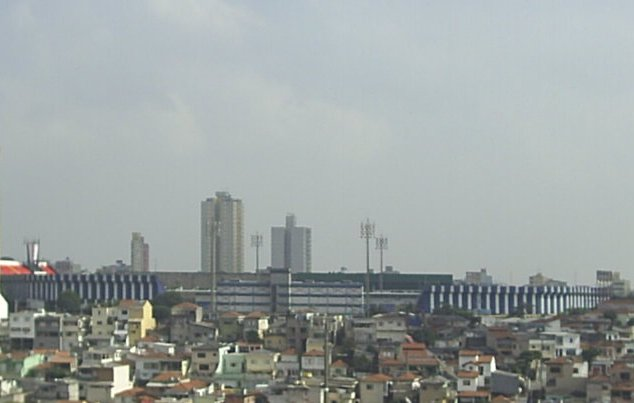
Estadio Municipal Anacleto Campanella.

- Población total: 196.776 habitantes.
- Población urbana: 196.776 habitantes (no hay zona rural en el municipio).
- Hombres: 92.517 habitantes.
- Mujeres: 100.642 habitantes.
- Densidad demográfica: 9160 habitantes/ km².
- Mortalidad infantil hasta 1 año: 1,38 por mil nacidos vivos.
- Esperanza de vida: 85,1 años.
- Tasa de fecundidad: 2,01 hijos por mujer.
- Tasa de alfabetización: 100%
- IDH: 0,929.
- IDH-Renta: 0,918.
- IDH-Longevidad: 0,966.
- IDH-Educación: 0,975.

### Bienes y servicios domésticos
- Teléfono celular: 78% de la población.
- Teléfono fijo: 98% de la población.
- Automóvil: 74,3% de la población.
- Computadora: 69,6% de la población.
- Televisión a Color: 100% de la población.
- Heladera:100% de la población.

### Total de empresas establecidas
- Industrias: 753.
- Establecimientos comerciales: 4632.
- Prestadores de servicios (incluye autónomos): 19.105.
- Concesionarias: 10

### Datos socioeconómicos
- Renta Familiar líquida media: R$ (Reais) 2.212,56
- PBI Municipal: 2,3 millardos de dólares.
- Potencial de consumo/2001: 657 millones de dólares.
- Renta per-cápita estimada: 22.256 dólares al año.

## Administración

### Barrios
Fundação, Centro, Santo Antônio, Santa Paula, Barcelona, Olímpico, Osvaldo Cruz, Cerâmica, Boa Vista, Santa Maria, Jardim São Caetano, Nova Gérti, Mauá, Prosperidade y São José.

### Alcaldes
- 3 de abril de 1949 a 3 de abril de 1953 - Ângelo Rafael Pellegrino .
- 4 de abril de 1953 a 3 de abril de 1957 - Anacleto Campanella.
- 4 de abril de 1957 a 3 de abril de 1961 - Oswaldo Samuel Massei.
- 4 de abril de 1961 a 3 de abril de 1965 - Walter Braido.
- 1 de febrero de 1989 a 31 de diciembre de 1992 - Luis Olinto Tortorello .
- 1 de enero de 1993 a 31 de diciembre de 1996 - Antonio José Dall'Agnese.
- 1 de enero de 1997 a 31 de diciembre de 2004 - Luis Olinto Tortorello .
- 1 de enero de 2005 hasta la actualidad (2007)  - José Auricchio Júnior.

## Nativos famosos
- Arthur Zanetti (n. en 1990), gimnasta artístico.

Mário Fernandes (n. en 1990), Futbolista

## Ciudades hermanadas
- Vittorio Veneto,  Italia
- Thiene,  Italia
- Iglesias,  Italia[3]